# Polska Metropolia Warszawska
Polska Metropolia Warszawska – polska gazeta regionalna dla województwa mazowieckiego, wydawana od 2007 w Warszawie przez wydawnictwo Polska Press, część grupy wydawniczej należącej do PKN Orlen. Od 3 stycznia 2011 roku ukazuje się dwa razy w tygodniu – w poniedziałki i piątki. Gazeta powstaje we współpracy z brytyjskim dziennikiem „The Times”, którego logo znajduje się na winiecie, a teksty są wykorzystywane we współpracy redakcyjnej.
Początkowo miał to być dziennik ogólnopolski o nazwie „Polska” z regionalnymi mutacjami. Siedem mutacji powstało z przekształcenia regionalnych dzienników należących do koncernu (do ich dotychczasowych tytułów dodano wyraz Polska), utworzono kolejne mutacje w województwach, w których wydawnictwo nie miało swoich dzienników, m.in. w Warszawie dla województwa mazowieckiego. Od 2007 roku „Polska” ukazywała się w regionalnych mutacjach pod następującymi tytułami: „Polska Metropolia Warszawska” (Warszawa), „Polska Dziennik Bałtycki” (Gdańsk), „Polska Dziennik Łódzki”, „Polska Dziennik Zachodni” (Katowice), „Polska Kurier Lubelski”, „Polska Gazeta Krakowska”, „Polska Głos Wielkopolski” (Poznań), „Polska Gazeta Wrocławska”, „Polska Białystok”, „Polska Gazeta Opolska”, „Polska Kielce”, „Polska Koszalin”, „Polska Kujawy”, „Polska Lubuskie”, „Polska Olsztyn”, „Polska Rzeszów”, „Polska Szczecin”. W lutym 2009 zapadła decyzja o likwidacji wydań nie powiązanych z dziennikami regionalnymi. Od marca 2009 zlikwidowane zostały następujące tytuły: „Polska Białystok”, „Polska Gazeta Opolska”, „Polska Kielce”, „Polska Koszalin”, „Polska Kujawy”, „Polska Lubuskie”, „Polska Olsztyn”, „Polska Rzeszów”, „Polska Szczecin”. 
Po kilku latach odstąpiono od projektu połączenia regionalnych dzienników w jeden dziennik ogólnopolski. W 2015 roku zrezygnowano z wyrazu Polska w nazwach dzienników wydawanych poza Warszawą i w efekcie z projektu pozostała tylko „Polska Metropolia Warszawska” jako gazeta regionalna dla województwa mazowieckiego. Redakcja w Warszawie przygotowuje też teksty, publikowane przez pozostałe 19 gazet regionalnych, które należą do Polska Press.

## Redaktorzy naczelni
- Paweł Fąfara (2007–2010)
- Paweł Siennicki (2010–2021)
- Wojciech Rogacin (2021–2024)[5]
- Arlena Sokalska (2024–)[6]

## Serwis www.polskatimes.pl
Dwa tygodnie po ukazaniu się pierwszego papierowego numeru „Polski” wystartował, istniejący do 5 września 2022, portal internetowy www.polskatimes.pl – serwis, w skład którego początkowo wchodziło dziewięć edycji on-line dzienników regionalnych Polskapresse tworzących tytuł „Polska”: „Polska Dziennik Bałtycki”, „Polska Dziennik Łódzki”, „Polska Dziennik Zachodni”, „Polska Gazeta Krakowska”, „Polska Gazeta Wrocławska”, „Polska Głos Wielkopolski”, „Polska Gazeta Opolska”, „Polska Kurier Lubelski” oraz „Polska Metropolia Warszawska”. Obecnie jest to główny serwis internetowy Polska Press. 5 września 2022 portal internetowy www.polskatimes.pl został zastąpiony przez nowy portal internetowy pod nazwą www.i.pl.